# Lanlivery
Lanlivery – wieś w Anglii, w Kornwalii. Leży 67 km na północny wschód od miasta Penzance i 344 km na zachód od Londynu. W 2001 miejscowość liczyła 492 mieszkańców.